# Castell de Sant Andreu
Castell de Sant Andreu és una obra del municipi d'Ullastret (Baix Empordà) declarada bé cultural d'interès nacional. És situat al cim del puig de Sant Andreu, a la riba occidental de l'estany d'Ullastret, sobre les ruïnes de la ciutat ibèrica, avui parc arqueològic. El turó és coronat per l'edifici del museu i les seves dependències; en el mateix punt hi ha els vestigis del castell.
El «Castellum Uellosos» és un dels pocs testimonis de l'arquitectura militar d'època carolíngia ben documentats a Catalunya. Les ruïnes del castell, però, passen desapercebudes entre els visitants del jaciment, perquè estan integrades entre els vestigis d’època ibèrica i l'edifici on hi ha el museu monogràfic.

## Descripció
Les restes visibles al cim del puig evidencien, malgrat que no són gaire importants, que el petit castell -poc més de 500 metres quadrats-, tenia una planta trapezoïdal amb quatre torres als angles. Les torres, unides per llenços espitllerats, eren cilíndriques o bé de planta semicircular. L'actual museu, al sector que havia estat capella de Sant Andreu, presenta restes incorporades del costat septentrional del castell, amb el llenç més important que s'ha conservat de la fortalesa. El seu parament és visible des de l'exterior, en una alçada d'uns 5 m i una llargada de 12 m. És, però, més llarg, ja que al seu extrem de ponent no es pot veure perquè té afegides unes dependències de la nova construcció. Hi ha una rastellera de cinc espitlleres, emmarcades amb lloses estretes, bastament tallades. Per aquest motiu, no totes les sageteres són visibles a l'exterior. A l'interior de la sala del museu, antiga capella, hom les hi ha deixades remarcades, mentre que la resta del parament és remolinada. També a l'interior, sota el nivell de les espitlleres, hi havia una marcada banqueta longitudinal de sosteniment d'un trespol que fou eliminada rebaixant el mur en fer les obres del museu.
Han quedat testimonis de les quatre torres angulars; els vestigis de les dues de tramuntana formen part de l'edifici esmentat; les altres dues torres són fora, vers migdia. Les restes de la torre del nord-oest són les més minses. Es troben encastades a la façana de migdia de la casa del guarda —afegida a ponent del museu dins el conjunt de l'edificació. Hi sobresurten uns rastres, pocs, del seu basament. El mur, corbat, té 1 m d’alçada. El castell tenia una porta i una portella. L'obertura principal se situava sobre el mur occidental, protegida per la gran torre de l'angle sud-oest.

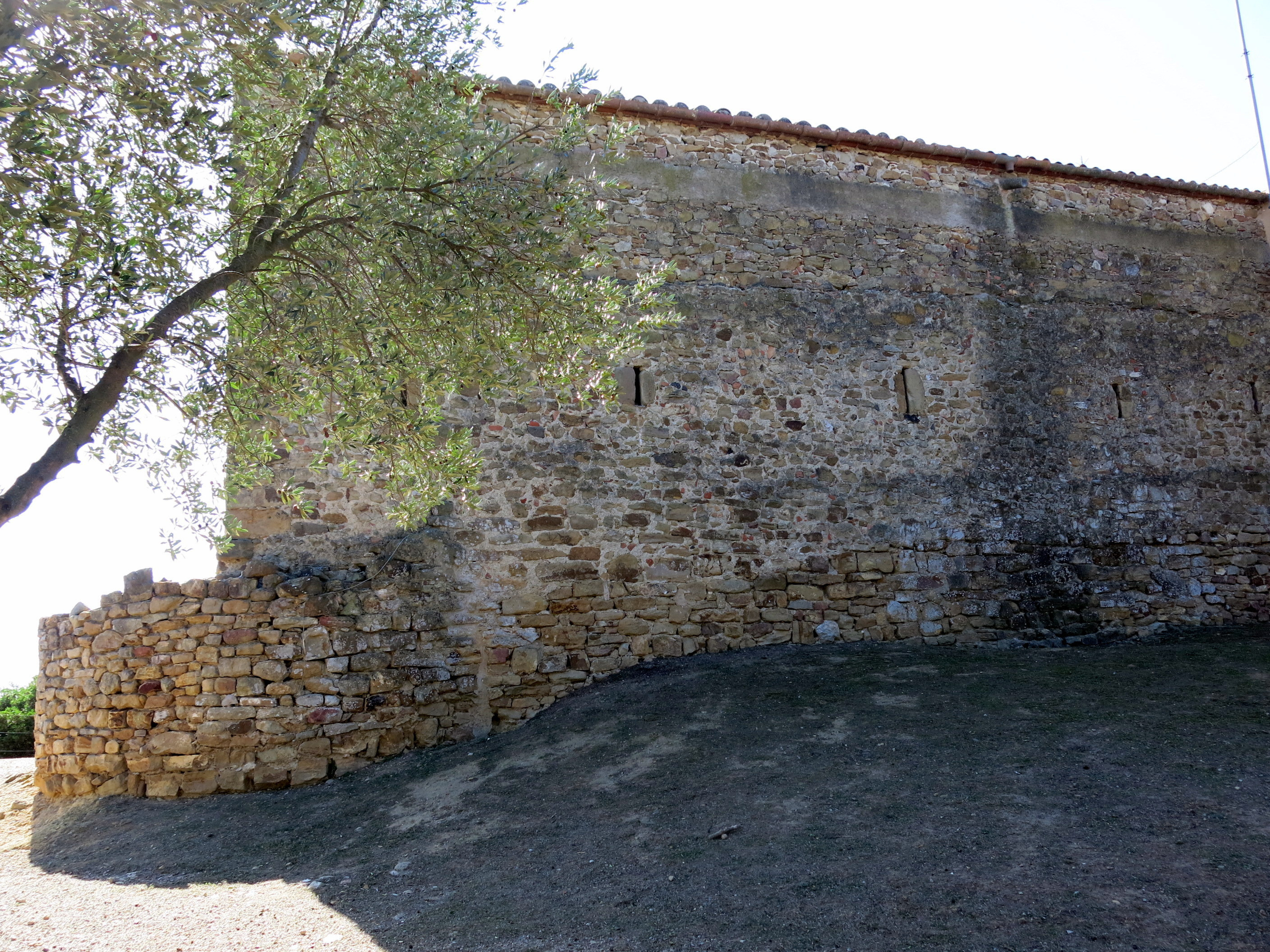
Basament de la torre del nord-est i mur(2019)

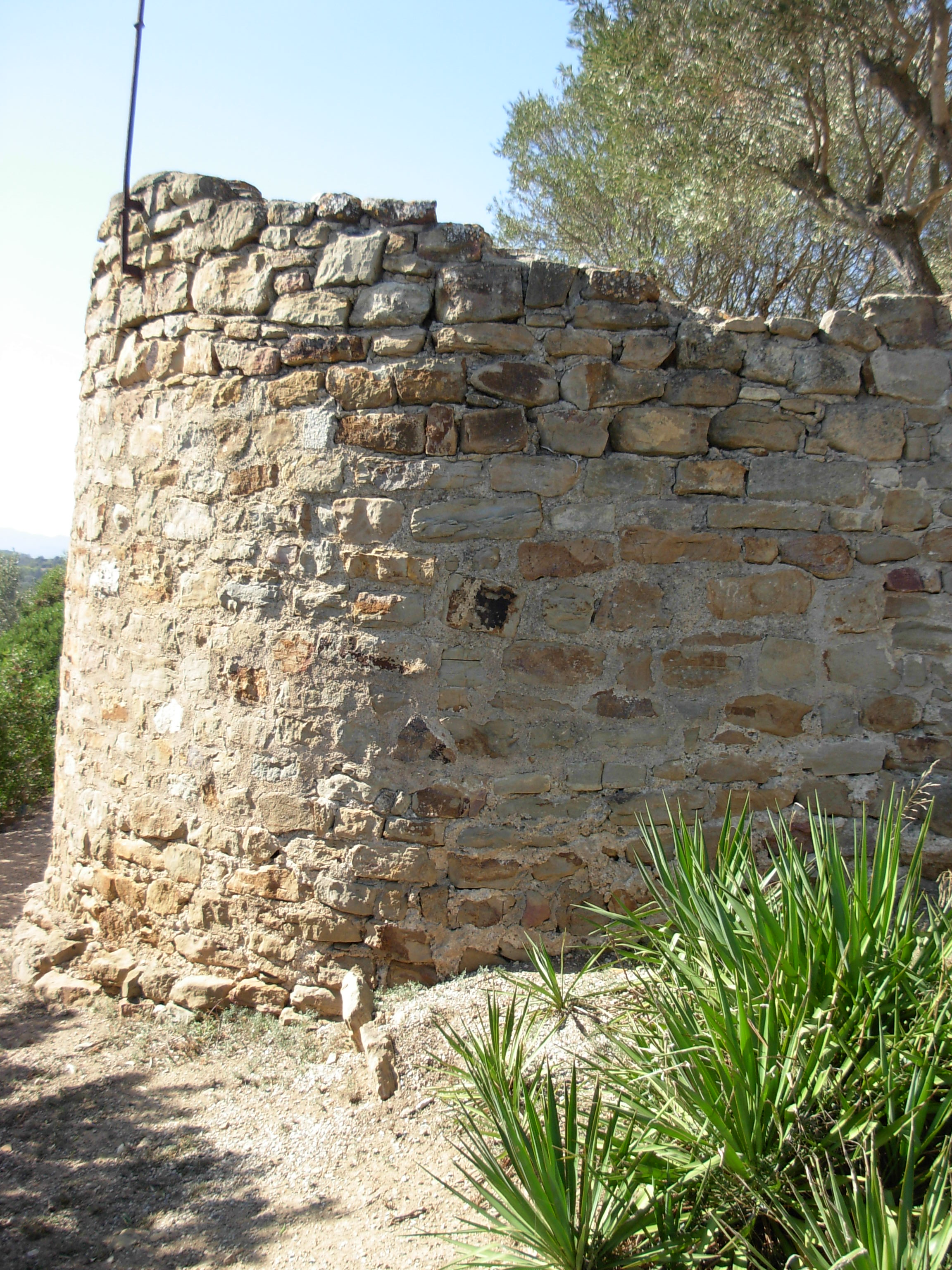
Torre del castell de Sant Andreu (2019)

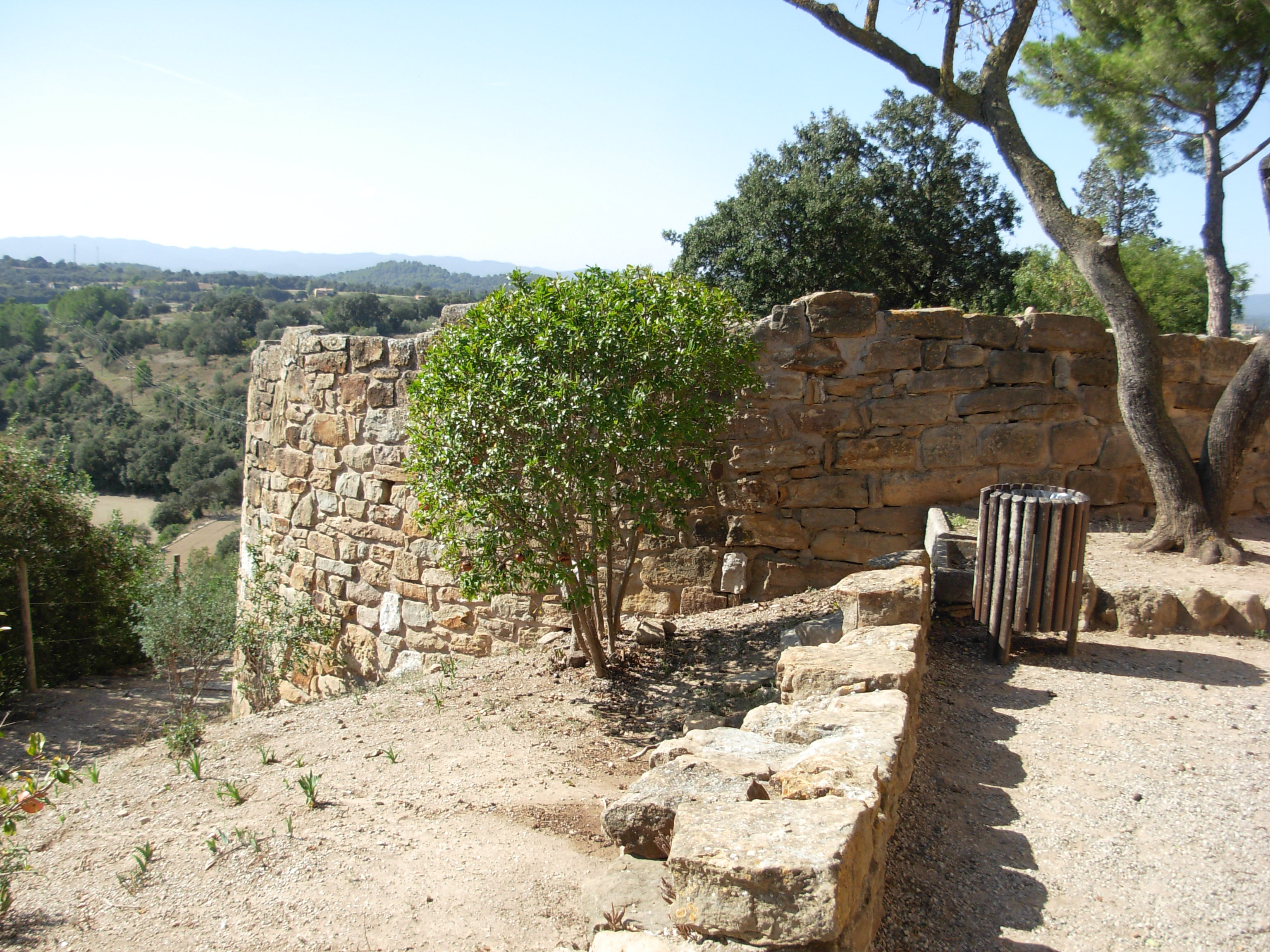
Basament de la torre del sud-oest (2019)

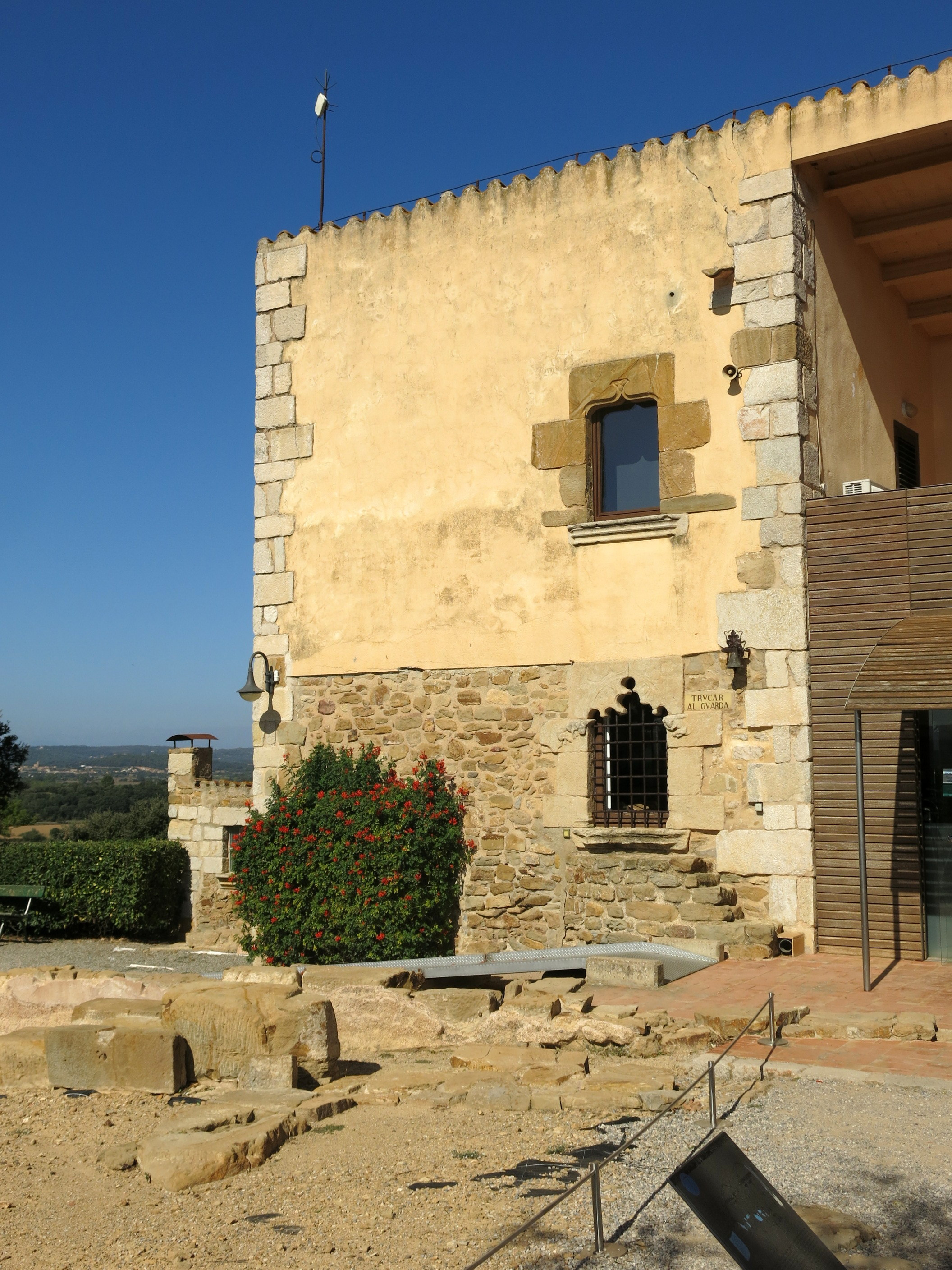
Restes del castell de Sant Andreu (2019)

De la torre del nord-est resta una part del basament a l'angle del mateix costat de l'edifici del museu. És visible una mica més de la meitat del traçat del seu mur corbat, en una alçària màxima d'uns 2 m. La part alta ha estat força refeta per la restauració. Les dues torres meridionals són molt més vistents, situades només uns 7 m a migdia de l'edifici del museu, la qual cosa dona una idea de les dimensions reduïdes del castellot. Es troben al caire del vessant abrupte del turó. La més gran, la de l'angle sud-oest, va ser el punt de partida de la fortalesa. Es, en realitat, una potentíssima torre ibèrica d’una mica més de 9 m de diàmetre, que devia trobar-se prou ben conservada. Els carolingis la van consolidar i millorar. Les altres tres torres tindrien un diàmetre de poc més de 5,5 m.
La torre del sud-est, en el vèrtex del planell, conserva tot el seu perímetre; el mur manté una alçària irregular, la màxima és de 2,5 m. Era una torre semicilíndrica, adossada al llenç rectilini. El seu interior serveix, avui, de mirador. La torre del sud-oest coincideix amb l'emplaçament d’una de les torres de la muralla ibèrica, la que és situada al punt superior de l'oppidum. Hom bastí la torre medieval aprofitant com a basament les restes, de més diàmetre, de la preromana, la planta circular de la qual es respectà. La torre, cilíndrica, amb tot el perímetre, té una alçària màxima d’uns 3 m. La seva meitat superior ha estat, però, molt reconstruïda amb pedres trobades al mateix indret.
A més del llenç de tramuntana, resten vestigis, en tot el seu traçat, del mur de migdia que unia les dues torres darrerament esmentades. Hom en pot veure encara unes poques filades del basament. Del mur de llevant, només hi ha un curt testimoni del començament, adossat a la torre sud-oriental. No és visible cap rastre del llenç de ponent. Aquest mur passava per sobre de les restes, avui descobertes, del petit temple «in antis», d'època hel·lenística, que es dreçava a l'antiga acròpoli, potser juntament amb un altre temple o altres temples situats a l'espai actualment edificat.
Els aparells de les ruïnes del castell no presenten espais gaire grans que es puguin tenir en compte d’una manera significativa. Això no obstant, es veuen, entre alguns sectors, certes diferències dignes d'esmentar. La construcció és feta arreu amb pedres poc treballades, lligades amb abundant morter, de gra molt aspre, amb molta sorra. L'existència del morter antic, ben visible entre les pedres, indica quins són els fragments d'aparell indubtablement autèntics, no refets per les obres de consolidació del conjunt de les ruïnes del puig.
A la part inferior del llenç de tramuntana podem veure un aparell de blocs generalment grans i mitjans, només escantonats, col·locats irregularment. Malgrat que els vestigis són molt minsos, creiem que l’aparell del mur de migdia era molt semblant. Ací, però, hom hi pot identificar, a més, algunes lloses inclinades, que podrien ésser indici de la probable existència d'obra d’espiga a la part desapareguda. La meitat superior del mur de tramuntana esmentat, on s'obren les espitlleres, fou bastit amb pedres força petites, simplement trencades o sense treballar; el parament té molt de morter encastat al cim. A les torres hom emprà generalment pedres de mida mitjana, tallades amb tendència a la forma de petit carreu, les quals solen afilerar-se, però, amb marcades irregularitats. A la torre del sud-est el material és tallat amb menys cura i el morter de les juntes és allisat i més vistent.

## Història
Pel que fa al moment precís en què fou creat Vellosos hi ha diverses possibilitats, entre el 761 i el 785. El vilar i el «Castellum Uellosos» amb el seu castellar apareixen documentats en diferents preceptes carolingis des de la primera meitat fins al final del segle ix. L’any 834 s'esmenten juntament amb el vilar de Celsà, que hom considerava antic, mentre que Vellosos es qualifica de petita vila nova. En aquest, i en els altres diplomes reials dels anys 844, 881, 886 i 899, Vellosos amb el seu castell i el castellar són confirmats a la seu de Girona, mentre que en un altre diploma de l’any 899 apareixen relacionats amb propietats d’uns particulars. Pierre Bonnassie, (historiador, universitat de Tolosa) «destaca que la recuperació dels emplaçaments preromans fou una de les constants de la història del poblament català en els segles IX-X».
La construcció de «Castellum Uellosos» es pot deure a la reocupació, durant la consolidació del domini franc, d'antics establiments i «oppida» ibèrics, abandonats des de feia molts segles, disposats, sempre, en llocs alterosos, fàcils de defensar, amb excel·lent domini visual. Aquest castell era punt avançat de vigilància i control d'un territori determinat i, sobretot, d'una via antiga i molt important, el camí d'Empúries, que posava en contacte una part considerable de l'actual comarca del Baix Empordà, la Selva i els territoris immediats de Girona, amb Empúries i l’Alt Empordà. Descompost l'imperi carolingi, després d'haver fet arribar la frontera a la Tordera i fins a Hostalric, un «castellum» d'aquestes característiques tenia una funció molt secundària que acabà perdent del tot quan, després de la conquesta de Barcelona, la frontera s'aturà al Llobregat. El castell es va desmantellar i fou abandonat al segle xi. Al segle xv les restes del castell es van convertir en el santuari de Sant Andreu de l’Estany fent referència a l’antic estany d’Ullastret que cobria tota la plana.